# Hit Mania Special Edition 2014 - Club Version
Hit Mania Special Edition 2014 - Club Version è il secondo disco della compilation Hit Mania 2014 Special Edition, una compilation di artisti vari facente parte della serie Hit Mania.
La compilation è mixata dal dj Mauro Miclini.

## Tracce
1.  Alex Noiss - Seduction	
2.  Andrew Steel & Tempi Duri - From Italy With Love	
3.  Beppe Marini Vs. RLM - Pattaya	
4.  Masullo & Zeroone - Drop The Bass	
5.  Firstlight Feat. Simson - Surrender	
6.  Carino Alessandro* Vs. Cicco DJ - Before We're Gone	
7.  Claudio Poiazzi - Harmonic Love	
8.  DJ Gargiulo Feat. John Vaccaro - Direction Love	
9.  Domy Pirelli Feat. Endless - Beija Me (Sax Mix)	
10. Steven May & Dream Funker - Feel The Beat	
11. Josef Meloni Vs. Tommyland Feat. Martha - The Days	
12. Firstlight & Simson Vs. Zeroone - Everything You Grab (Reworked Radio Edit)	
13. Zeroone - Get It On Tonight	
14. Sicilian House - This Right	
15. Old Cost Project - No Credit Cards	
16. Jumper Nox Feat. Gaia F. - Dreamers	
17. DJ Carmixer - Angel Cry (Glaukor Rmx)
18. Chris Oldman Feat. Vincent Parker - More Freedom	
19. Laura Paternostro Feat. Tony Zecchi - Respect	
20. Milano, Eric Pinatto - Max Millan Feat. Felipe Romero & Shalini Varghese - Heaven (Milano & Eric Pinatto)
21. Domy Pirelli - Daydreaming